# 舟津浜
舟津浜（ふなつはま）は、福島県の中央部に位置する猪苗代湖の南東側にある浜。

## 概要
猪苗代湖南東の福島県郡山市湖南町舟津にあり、磐梯朝日国立公園に属する。付近は湖水浴場やキャンプ場などからなる舟津公園となっているほか、南東には地方港湾の湖南港がある。

## 舟津公園
浜の周辺に整備された公園。浜は湖水浴場、その周辺は防風林に覆われたキャンプ場となっており、付近には軽食を扱う食堂や旅館などが建つ。猪苗代湖岸近くを走る福島県道9号猪苗代湖南線や福島県道376号湖南湊線から容易にアクセスできることなどから、観光案内で紹介されることも多い。
毎年7月の最終土曜日に舘浜をメイン会場として行われる湖まつりでは、町内の他の浜とともに浜開きが行われる。また、夜には湖上花火大会の会場となり、年によっては付近の湖南港から花火の時間に合わせて遊覧船が運行されることがある。

## 周辺
- 舟津川 - 舟津橋から下流の桜並木で知られる北緯37度24分58.5秒 東経140度07分21.5秒
- 清水川の梅花藻 - 6月から8月にかけて梅花藻の花を楽しめる北緯37度23分41秒 東経140度08分8秒
- 洞泉寺 - 盗まれても元の場所に戻る伝説がある「日本一観音様」を安置、毎年8月17日のみ開帳だがレプリカは常時見学可能北緯37度24分38秒 東経140度07分24秒
- 東光寺 - 木造阿弥陀如来坐像としては東北最大といわれる「中地大仏」や天然記念物「大仏のケヤキ」などあり北緯37度23分44.5秒 東経140度07分59秒
- 三代の一里塚 - 郡山市周辺では珍しい原型を留めた一里塚北緯37度22分59秒 東経140度06分50秒
- 屏風岩 - 鬼沼付近の岬に立つ周りに青松が生える巨岩北緯37度24分59秒 東経140度06分36秒
- 鬼沼 - 対岸までは繋がっていないものの天橋立のような砂の橋がみられる北緯37度25分00秒 東経140度05分55秒

## アクセス
- 磐越西線上戸駅から会津バス勝田内=上戸（駅）=磐梯熱海駅線に乗車し（約18分）「舟津公園入口」下車徒歩13分
- 東北自動車道郡山南ICから車で県道6号郡山湖南線経由で約30分、無料駐車場50台